# 扭果苏木
扭果苏木（学名：Caesalpinia tortuosa）是豆科云实属的植物。分布在印度尼西亚、缅甸、印度、马来西亚以及中国大陆的云南等地，生长于海拔1,400米的地区，常生长在山地灌丛中，目前尚未由人工引种栽培。